# سيلينيد المنغنيز الثنائي
سيلينيد المنغنيز الثنائي هو مركب كيميائي لاعضوي صيغته MnSe، ويوجد على هيئة صلب رمادي.

## التحضير
يمكن أن يحضر سيلينيد المنغنيز من تفاعل مسحوق السيلينيوم مع أسيتات المنغنيز الثنائي في محلول قلوي مع وجود مختزل مثل الهيدرازين عند درجات حرارة تقارب 180°س.

## الخواص
يوجد المركب في الشروط القياسية على هيئة مسحوق بلوري رمادي، وتبدي بنية المركب ثلاثة أشكال بلورية؛ الشكل ألفا α وله بنية مستقرة على نمط بنية كلوريد الصوديوم، والشكل غاما γ شبه المستقر وفق نظام بلوري سداسي على نمط الفورتزيت؛ والشكل بيتّا β غير المستقر على نمط بنية السفاليريت.